# Anterivo
Anterivo (Altrei) é uma comuna italiana da região do Trentino-Alto Ádige, província de Bolzano, com cerca de 387 habitantes. Estende-se por uma área de 11 km², tendo uma densidade populacional de 35 hab/km². Faz fronteira com Capriana (TN), Carano (TN), Castello-Molina di Fiemme (TN), Trodena, Valfloriana (TN).

## Demografia
| Variação demográfica do município entre 1861 e 2011                               |
|                                                                                   |
| Fonte: Istituto Nazionale di Statistica (ISTAT) - Elaboração gráfica da Wikipedia |